# La Toma de Gaucín
La Toma de Gaucín es una fiesta celebrada anualmente en Gaucín, en la que se recrea la toma del pueblo por las tropas francesas napoleónicas en 1810. La fiesta consiste en la representación de varios episodios de la Guerra de la Independencia Española y conmemora el levantamiento de la Serranía de Ronda contra el invasor francés.
Los vecinos del pueblo se visten con trajes de la época y se recrea la toma del ayuntamiento y el secuestro de su alcalde y su posterior lieración por la guerrilla. También, desde el Castillo del Águila se disparan obuses de fogueo.